# Bill Maher
William Bill Maher, Jr. ([ˈmɑ:r], * 20. ledna 1956 New York) je americký stand-up komik, moderátor, politický komentátor a herec. V devadesátých letech moderoval noční show Politically Incorrect (původně na Comedy Central, později na ABC), nyní působí v Real Time with Bill Maher, podobné talk show na HBO. Je autorem scénáře a hlavním účinkujícím komediálně-dokumentárního filmu Religulous, ve kterém si utahuje z organizovaného náboženství.
Je znám jako satirik a komentátor zabývající se ve svých výstupech mimo jiné kritikou náboženství, politiky, byrokracie, politické korektnosti nebo role masmédií. Je zastáncem legalizace marihuany a manželství osob stejného pohlaví. Podporuje organizaci PETA.
Od roku 2010 má hvězdu na Hollywoodském chodníku slávy.

## Filmografie
| Film           | Film                                          | Film            |
| Rok            | Název                                         | Role            |
| -------------- | --------------------------------------------- | --------------- |
| 1983           | D.C. Cab                                      | Bob             |
| 1986           | Rags to Riches                                | Freddie         |
| 1986           | Club Med                                      | Rick            |
| 1986           | Ratboy                                        | Pořadatel párty |
| 1987           | House II: The Second Story                    | John            |
| 1988           | Out of Time]                                  | Maxwell Taylor  |
| 1989           | Cannibal Women in the Avocado Jungle of Death | Jim             |
| 1991           | Pizza Man                                     | Elmo Bunn       |
| 1996           | Don't Quit Your Day Job!                      | Panel komiků    |
| 1997           | Bimbo Movie Bash                              | Neznámý         |
| 1998           | Primary Colors                                | Sám sebe        |
| 1998           | EDtv                                          | Sám sebe        |
| 2001           | The Party's Over                              | Sám sebe        |
| 2001           | Tomcats                                       | Carlos          |
| 2002           | John Q                                        | Sám sebe        |
| 2003           | Pauly Shore Is Dead                           | Sám sebe        |
| 2005           | The Aristocrats                               | Sám sebe        |
| 2005           | Inside Deep Throat                            | Sám sebe        |
| 2007           | Heckler                                       | Sám sebe        |
| 2008           | Swing Vote                                    | Sám sebe        |
| 2008           | Religulous                                    | Sám sebe        |
| 2009           | New Rules: Best of                            | Sám sebe        |
| 2010           | Sex, Drugs & Religion                         | Sám sebe        |
| 2012           | The Campaign                                  | Sám sebe        |
| 2013           | Iron Man 3                                    | Sám sebe        |
| 2014           | A Million Ways to Die in the West             | Komik           |
| HBO Speciály   |                                               |                 |
| Rok            | Název                                         | Role            |
| 1989           | One Night Stand                               | Sám sebe        |
| 1992           | One Night Stand                               | Sám sebe        |
| 1995           | Stuff that Struck Me Funny                    | Sám sebe        |
| 1997           | The Golden Goose Special                      | Sám sebe        |
| 2000           | Be More Cynical                               | Sám sebe        |
| 2003           | Victory Begins at Home                        | Sám sebe        |
| 2005           | I'm Swiss                                     | Sám sebe        |
| 2007           | The Decider                                   | Sám sebe        |
| 2010           | But I'm Not Wrong                             | Sám sebe        |
| Další speciály |                                               |                 |
| 2012           | Bill Maher Stand-Up: CrazyStupidPolitics      | Sám sebe        |
| Televize       |                                               |                 |
| Rok            | Název                                         | Role            |
| 1985           | Sara                                          | Marty Lang      |
| 1987           | Hard Knocks                                   | Neznámý         |
| 1987           | Max Headroom                                  | Haskel          |
| 1988           | Newhart                                       | Norm Murphy     |
| 1989–90        | To je vražda, napsala                         | (2 episody)     |
| 1990           | The Midnight Hour                             | Moderátor       |
| 1991           | Charlie Hoover                                | Elliot          |
| 1992           | Say What?                                     | Moderátor       |
| 1993           | Ženatý se závazky                             | Adam Gold       |
| 1993           | Roseanne                                      | Fotograf        |
| 1997           | Dharma & Greg                                 | Sám sebe        |
| 1993–2002      | Politically Incorrect                         | Moderátor       |
| 2002           | Just for Laughs]                              | Sám sebe        |
| od roku 2003   | Real Time with Bill Maher                     | Moderátor       |
| 2008           | True Blood                                    | Sám sebe        |
| 2010           | The Boondocks                                 | Sám sebe        |
| 2010, 2013     | Family Guy                                    | Sám sebe        |
| 2012           | The Good Wife                                 | Sám sebe        |
| 2013           | House of Cards                                | Sám sebe        |